# Salmon Arm (circonscription britanno-colombienne)
Pour les articles homonymes, voir Salmon Arm (homonymie).
Circonscription électorale provinciale du Canada
Salmon Arm est une ancienne circonscription provinciale de la Colombie-Britannique représentée à l'Assemblée législative de la Colombie-Britannique de 1924 à 1966.

## Géographie
Les principales villes formant la circonscription étaient:
- Salmon Arm autour du Lac Shuswap

## Liste des députés
| Législature                            | Années     | Député                  | Député                 | Parti            |
| Salmon Arm                             | Salmon Arm | Salmon Arm              | Salmon Arm             | Salmon Arm       |
| -------------------------------------- | ---------- | ----------------------- | ---------------------- | ---------------- |
| 16e                                    | 1924–1928  |                         | Rolf Wallgren Bruhn    | Conservateur     |
| 17e                                    | 1928–1933  |                         | Rolf Wallgren Bruhn    | Conservateur     |
| 18e                                    | 1933–1937  |                         | Rolf Wallgren Bruhn    | Conservateur     |
| 19e                                    | 1937–1941  |                         | Rolf Wallgren Bruhn    | Indépendant      |
| 20e                                    | 1941–1942  |                         | Rolf Wallgren Bruhn    | Conservateur     |
| 20e                                    | 1942-1945  |                         | George Faulds Stirling | Social-démocrate |
| 21e                                    | 1945–1949  |                         | Arthur Brown Ritchie   | Coalition        |
| 22e                                    | 1949–1952  |                         | Arthur Brown Ritchie   | Coalition        |
| 23e                                    | 1952–1953  |                         | James Allan Reid       | Crédit social    |
| 24e                                    | 1953–1956  |                         | James Allan Reid       | Crédit social    |
| 25e                                    | 1956–1960  |                         | James Allan Reid       | Crédit social    |
| 26e                                    | 1960–1963  | Willis Franklin Jefcoat |                        | Crédit social    |
| 27e                                    | 1963–1966  | Willis Franklin Jefcoat |                        | Crédit social    |
| Circonscription abolie, voir : Shuswap |            |                         |                        |                  |